# 山村昌
山村 昌（やまむら さかえ、1918年（大正7年）2月26日 - 2005年（平成17年）6月7日）は、日本の電気工学者。リニアモーターの理論的研究で知られる。長女は化学者の松本和子。日本学士院会員（1988年12月12日-2005年6月7日）。

## 略歴
山村昌は1918年、鳥取県生まれ。父は第9代鳥取市長を務めた山村栄太郎である。
鳥取県立鳥取第一中学校（現・鳥取県立鳥取西高等学校）を1936年に卒業すると、東京大学工学部電気工学科に進み、1940年に卒えて翌1941年より同学工学部に助手として奉職。同学部講師（1943年）を経て助教授（1944年–）在職中の1950年、オハイオ州立大学に留学し研究を続けると、同学から博士号（Ph.D）を授与される（1953年）。帰朝し1956年より東京大学工学部教授(要購読契約)。
1959年に横浜国立大学（教授）、1963年に工学院大学教授に転じると、1969年（55 - 56歳）で電力中央研究所の理事に就任する（1984年名誉理事）。1983年に工学院大学の定年を迎え名誉教授。
老衰のため2005年に東京都稲城市の病院で永眠、87歳。

## 研究
山村はリニアモーターの理論的研究において先駆的な業績を残した。特に、誘導機型リニアモーターの基礎方程式や推力特性、安定性などに関する研究で知られる。リニアモーターの応用分野として提唱した新交通システムやリニアモーターカーなどの実現に向け、多くの実験や試作を行った。その研究は、日本だけでなく、世界中のリニアモーター技術の発展に貢献した。
山村はまた、電気機器や電力システムの設計や制御に関する研究も手がけ、教科書の『電気機器設計法』や『電気機器制御法』を執筆し、多くの後進の指導にあたった。電気工学の教育や普及にも力を注ぎ、電気学会やIEEEなどの学会活動にも積極的に参加した。国際規格による技術用語集『電気・電子基本用語辞典』、『情報処理システム用語辞典』の編纂に参加した。

## 受賞
- 1982年 IEEE ニコラ・テスラ賞（「リニアモーターの理論と応用に関する貢献」）
- 1983年 第73回日本学士院賞 、昭和58年6月13日[4]（「誘導機型リニアモーターの理論的研究」[28]）

## 主な著作
論文
- Yamamura, Sakae (1950). “Immobility phenomena and reverse driving phenomena of the electric arc”. Journal of Applied Physics (American Institute of Physics) 21 (3):  193-196. doi:10.1063/1.1699633.

- 山村昌 (1956). Immobility phenomena and reverse driving phenomena of the electric arc driven by the magnetic field [アークの磁気駆動を受けている電弧の膠着現象と逆駆動現象] (工学博士 [報告番号不明]). 東京大学. NAID 500000490309. 博士論文
- 山村 昌「ニコラテスラとその業績」『電氣學會雜誌』第111巻第5号、一般社団法人 電気学会、1991年、421-425頁、CRID 1390001205141453184、doi:10.11526/ieejjournal1888.111.421、ISSN 0020-2878。

単著
- 『制御用電気機器』オーム社〈現代電気工学講座 29〉、1965年。 NCID BN06624591。
- 『Theory of linear induction motors』Wiley, Tokyo： 東京大学出版 Univ. of Tokyo Press、1972年。 NCID BA0755694X。ISBN 0470970901
  - 第2版1978年NCID BA03567194、ワイリー2版NCID BA00444802。
- 『ある電気工学者の研究の道程』オーム社、1979年。 NCID BN03762996。
- 『AC motors for high-performance applications : analysis and control』Dekker〈Electrical engineering and electronics 30〉、1986年。 NCID BA00134474。　ISBN 0824774922
- 『交流モータの解析と制御』オーム社、1988年。 NCID BN02417358。ISBN 4274031993
- Spiral vector theory of AC circuits and machines. Monographs in electrical and electronic engineering 26. Clarendon Press. (1992). NCID BA1817081X　ISBN 0198593791
- 『電気回路と回転機の解析と制御 : スパイラルベクトル理論』オーム社、1998年。 NCID BA36727059。

共著
- 山下 英男『電気機器および材料』コロナ社〈第2種電検問題標準解答集 5〉、1957年。 NCID BA36026484。
- 『電気機器設計法』（共立出版、1957年）
- 山下 英男『電気機器学』コロナ社〈標準電気工学講座 4〉、1959年。 NCID BN04669318。
- Storm, Herbert F.『磁気増幅器』コロナ社、1959年。 NCID BN04355681。
- 『電気機器制御法』（共立出版、1960年）[疑問点 – ノート]
- 『リニアモーター』（朝倉書店、1964年）[疑問点 – ノート]
- 『リニアモーターの基礎と応用』（朝倉書店、1976年）[疑問点 – ノート]
- 『サイリスタ実用便覧』オーム社、1978年。 NCID BN01404645。

教材〈電気学会大学講座シリーズ〉
- 電気学会 編『放電現象』電気学会〈電気学会大学講座〉、1951年。 NCID BN12590778。
- 電気学会通信教育会 編『超電導工学』電気学会〈電気学会大学講座〉、1974年。 NCID BN10171220。
- 電気学会通信教育会 編『超電導工学』（修正版）電気学会〈電気学会大学講座〉、1978年。 NCID BN01570804。
  - 1988年改訂版、菅原ほか塚本修巳、山口貢、山本充義。ISBN 4886861091、NCID BN02231236。
- 電気学会通信教育会、電気学会『電気機器工学』（改訂版）電気学会、オーム社 (発売)〈電気学会大学講座〉、1987年。 NCID BN01880255。ISBN 4886861156, 4886861164。

### 注
1. ↑  鬼塚喜八郎（現アシックス創業者）と同期「ASICS通信」（pdf）第54期（2007年4月1日–9月30日）、アシックス。。
2. ↑  科学研究費助成事業
  - 1968年「超電導機器用大電流リードと磁束ポンプの研究」山村 昌（東京大学）[12]
  - 1969年「超電導機器用大電流リードと磁束ポンプの研究」山村 昌（東京大学）[13]
  - 1973年一般研究「B」「推力と案内力を同時に発生するリニア誘導電動機」山村 昌（東京大学）[14]
  - 1973年「推力と案内力を同時に発生するリニア誘導電動機」山村 昌（東京大学）[15]
  - 1982年「誘導機による高速応性交流サーボモータの試作」山村 昌（東京大学）[16]
3. ↑  科学研究費助成事業
  - 1974年-1975年「吸引電磁石による車両の支持案内方式」山村 昌（東京大学）[17]
  - 1979年-1980年「吸引形磁気浮上車の制御方式の研究」山村 昌（東京大学）[18]

## 関連文献
- 山村昌, 伊藤春雄「リニア誘導電動機の三次元解析」『電気学会論文誌Ｂ（電力・エネルギー部門誌）』第96巻第3号、電気学会、1976年、155-161頁、CRID 1390001204602921472、doi:10.1541/ieejpes1972.96.155、ISSN 0385-4213。